# Xylophanes rufescens
Espèce
Xylophanes rufescens est une espèce de lépidoptères de la famille des Sphingidae, de la sous-famille des Macroglossinae, tribu des Macroglossini, sous-tribu des Choerocampina, et du genre Xylophanes.

## Description
L'envergure  pour les mâles est de 88 mm et pour les femelles de 105 mm.
C'est une espèce à grands yeux, brun rouille. La couleur de fond est chamois, densément ombragée et avec des marques éparses de couleur rouille. Le dessous des ailes antérieures et postérieures est brun rouille.

## Biologie
Les chenilles se nourrissent sur les espèces de Rubiaceae et de Malvaceae.

## Répartition et habitat
Répartition
L'espèce est connue en Guyane française, au Venezuela, dans le nord-ouest du Brésil et dans l'est du Pérou.

## Systématique
L'espèce Xylophanes rufescens a été décrite par le zoologiste britannique Walter Rothschild en 1894, sous le nom initial de Theretra guianensis.

### Synonymie
- Theretra rufescens Rothschild, 1894 Protonyme